# Космос-2501
Космос-2501, Глонасс-К1 № 12 — российский навигационный спутник системы ГЛОНАСС, запущенный 30 ноября 2014 года. Является вторым спутником серии Глонасс-К1, который будет служить в качестве прототипа для спутников Глонасс-К2.
Космос-2501 был построен ИСС на базе спутниковой платформы Экспресс-1000А и генерирует широковещательные сигналы в диапазонах L1, L2 и L3 для гражданских и военных целей. Дополнительно к навигационному оборудованию спутник несёт на борту оборудование, относящееся к поисково-спасательной системе Коспас-Сарсат.
Спутник был запущен 30 ноября 2014 года в 21:52:26 UTC с площадки 43/4 космодрома Плесецк с помощью ракеты-носителя Союз-2.1б и разгонного блока Фрегат-М. Ожидается, что спутник проработает на орбите 10 лет.